# 三重県道662号藤大三停車場線
三重県道662号藤大三停車場線（みえけんどう662ごう ふじおおみつていしゃじょうせん）は、三重県津市を通る一般県道である。

## 概要
津市白山町藤からに至る。

### 路線データ
- 起点：津市白山町藤（三重県道28号亀山白山線交点）
- 終点：津市白山町大三（近鉄大阪線 大三駅前）
- 総延長：7,160 m

- 1959年（昭和34年）1月25日 - 路線認定[1]。

## 路線状況

### 重複区間
- 三重県道664号垣内御城線（津市白山町八対野・算所交差点 - 津市白山町稲垣・八ツ山橋北交差点）
- 三重県道661号二本木一志線（津市白山町二本木 - 津市白山町二本木・大三交差点）

### 道路施設

#### 橋梁
- 戸田川橋（山田野川、津市）
- 小山田橋（津市）
- 馬橋（八対野川、津市）
- 算所橋（垣内川、津市）
- 栗ケ瀬橋（大村川、津市）

### 交通量
平日12時間交通量
| 地点                   | 交通量  |
| ---------------------- | ------- |
| 津市白山町八対野字算所 | 1,310台 |

## 地理

### 通過する自治体
- 三重県

- 津市

### 交差する道路
| 交差する道路                                     | 交差する場所 | 交差する場所     |
| ------------------------------------------------ | ------------ | ---------------- |
| 三重県道29号松阪青山線                           | 白山町藤     | 起点             |
| 三重県道664号垣内御城線 重複区間起点             | 白山町八対野 | 算所交差点       |
| 三重県道664号垣内御城線 重複区間終点             | 白山町稲垣   | 八ツ山橋北交差点 |
| 三重県道28号亀山白山線                           | 白山町古市   | 猫座坂交差点     |
| 三重県道663号二本木御衣田線                      | 白山町二本木 |                  |
| 三重県道661号二本木一志線 重複区間起点           | 白山町二本木 |                  |
| 国道165号 三重県道661号二本木一志線 重複区間終点 | 白山町二本木 | 大三交差点       |

### 沿線
- 藤集落センター
- 青山工業株式会社
- 八ツ山郵便局
- 宿雲山千福寺（真宗高田派）
- 三重県林業研究所
- 二本木変電所
- 近鉄大阪線 大三駅